# Иодид лития
Иодид лития или LiI — это химическое соединение лития и иода. На воздухе оно желтеет, так как иодид окисляется до иода.

## Получение
Иодид лития можно получить путём взаимодействия лития с иодом:
2Li + I2 → 2LiI
Взаимодействием лития с йодоводородом
2Li + 2HI → 2LiI + H2↑
а также в результате реакции гидроксида лития с йодоводородом:
LiOH + HI → LiI + H2O

## Применение
Эта соль используется как электролит в высокотемпературных батареях, а также в долгоживущих батареях, к примеру, в электрокардиостимуляторах. Ещё используется как люминофор для обнаружения нейтронов..
Монокристаллы, активированные европием или оловом применяют в качестве сцинтилляторов в ядерной физике. Такие монокристаллы заключены в герметичный корпус с окном, для защиты от окисления кислородом воздуха.